# Łysa Góra
Łysa Góra [ˈwɨsa ˈɡura] (også kendt som Łysiec eller Święty Krzyż, tidligere også Łysica) er en velkendt bakke i Świętokrzyskiebjergene i det centrale Polen. Med en højde på 595 moh. er den det næsthøjeste punkt i området (efter Łysica på 612 moh. På dens skråninger og på toppen af toppen er adskillige vandrestier, ruinerne af en hedensk mur fra det 9. århundrede, benediktinerklosteret Święty Krzyż fra det 11. århundrede (ødelagt under 2. verdenskrig, nu delvist restaureret) og Święty Krzyż tv-tårnet. Bjerget har også en fremtrædende plads i en lokal legende om heksesabbatter.

## Beliggenhed
Łysa Góra, der primært består af kvartsit og kambrisk skifer, ligger i den østlige del af Łysogóry-området og er den næststørste top af de større Świętokrzyskiebjerge (efter Łysica). En bemærkelsesværdig top i Świętokrzyski Nationalpark, der er et vigtigt punkt på mange vandrestier i regionen. Den blå sti til Pętkowice begynder her, og den røde sti fra Gołoszyce til Kuźniaki går igennem her.

## Bemærkelsesværdige seværdigheder
I Polens forhistorie var Łysa Góra sandsynligvis et helligt bjerg hvor der lå  et hedensk tempel med tre guder, nævnt i   middelalderkrønikøren Jan Długosz Annaler. Der er rester af en U-formet kvartsitvæg, der omgiver den højere del af bakken, med en længde på omkring 1,5 km og højde på 2 m bygget i  8.-10. århundrede. Templet blev forladt efter  Kristningen af Polen. Legenden om heksesabbatter er sandsynligvis relateret til den gamle kult.
På stedet for det hedenske tempel blev benediktinerklosteret Święty Krzyż (Hellige Kors) som ifølge en legende blev grundlagt  i 1006, af kongen af Polen, Bolesław 1. den Modige, men de fleste kilder angiver det 11. århundrede. Klosteret blev opkaldt efter et fragment fra Kristi kors, som angiveligt var opbevaret der, og gjorde det til et sted for hyppige pilgrimsvandringer.
Klosteret blev ødelagt og genopbygget flere gange gennem sin historie, hvor de største ødelæggelser fandt sted i det 19. og 20. århundrede. Efter Delingen af Polen overtog det russiske kejserrige bygningen i 1819 og omdannede den til et fængsel. Den blev delvist restaureret i mellemkrigstiden (1918-1939), under den anden polske republik. Under 2. verdenskrig myrdede de tyske besættere abbeden af klostret under en massakre på polakker begået den 12. juni 1940 i Kielce, og klostret blev overtaget af Nazityskland og brugt som fængsel og henrettelsessted for sovjetiske krigsfanger (ca. 6.000 omkom her). De sovjetiske fanger henrettet af nazisterne blev begravet i en massegrav nær toppen. Ved bunden af bakken er der et monument over polakker, der døde i Katyn-massakren.
Efter krigen overførte den polske kommunistiske regering bygningerne til Świętokrzyski Nationalpark, som renoverede dele af dem. Nationalparken har et museum i nogle af de tidligere bygninger, mens en del er blevet overtaget af missionsordenen  Oblati Mariae Immaculatae (en). På grund af dets kulturelle og historiske betydning er klosterkomplekset opført som et historisk monument i Polen. Klosteret har det givet navn til Świętokrzyskie-bjergkæden såvel som Voivodskabet Świętokrzyskie. Klosteret rummer også nogle mumificerede lig; Et af dem er rygtet (men ikke bekræftet) at tilhøre prins Jeremi Wiśniowiecki.
En anden bemærkelsesværdig bygning på bakken er tv-tårnet Święty Krzyż, der er det højeste fritstående tv-tårn i Polen. Det blev bygget i 1966 og er et 157 meter højt betontårn.
Łysa Góra er indtil videre det eneste sted, hvorfra både Polens hovedstad Warszawa og Tatrabjergene kan ses.

## Galleri
- Den omkringliggende panoramaudsigt fra Łysa Góra
- Rester af den hedenske mur
- Katyn massakremindesmærke
- klokke tårn
- Święty Krzyż tv-tårn